# Amazonka cesarska
Amazonka cesarska (Amazona imperialis) – gatunek średniej wielkości ptaka z rodziny papugowatych (Psittacidae), endemiczny dla Dominiki (Małe Antyle), krytycznie zagrożony wyginięciem. Monotypowy (nie wyróżnia się podgatunków).

## Zasięg występowania i habitat
Gatunek endemiczny dla Dominiki, znajdującej się na Morzu Karaibskim w archipelagu Małych Antyli. Zamieszkuje teren Morne Diablotins (przede wszystkim północno-wschodnie oraz południowo-wschodnie zbocza), rezerwaty Northern Forest i Central Forest. Mała populacja występuje także w Parku Narodowym Morne Trois Pitons na południu wyspy. Zasięg występowania to około 50 km².
Spotykana zwykle na wysokości 600–1300 m n.p.m. Rzadko bywa widywana niżej. Gdy zabraknie pożywienia, schodzi na wysokość 300–500 m n.p.m. Środowiskiem jej życia są lasy deszczowe.

## Morfologia
Amazonka cesarska ma krępą postawę ciała, dużą głowę, dziób na końcu zagięty i kanciasty ogon. Występuje dymorfizm płciowy. Długość ciała wynosi 45 cm. Samce ważą do 900 g, samice 650 g. Pióra na głowie, poza tymi na policzkach i dookoła oka, są kasztanowo-fioletowe z czarnymi końcówkami. Na policzkach są one kasztanowe z czarnymi brzegami. Tęczówka ma barwę żółtą do pomarańczowoczerwonej. Brzuch i pierś fioletowe. Pióra na bokach i udach zielone z morskimi końcówkami, podobnie jak pokrywy podogonowe, które są jednak bardziej oliwkowe. Natomiast pokrywy nadogonowe cechuje kolor zielony i czarne obrzeżenia. Zielone skrzydła, z brzegu na dole czerwone, różnią się bardzo nieznacznie wymiarami. U samców mają one 28,6 cm, a u samic 28,4 cm. Natomiast rozpiętość skrzydeł to około 76 cm. Ogon jest czerwonobrązowy z morskimi końcami sterówek, u samców ma 169 mm, u samic 166 mm. Dziób i nogi są szare. Osobniki młodociane wyróżniają się brązową tęczówką oka, zielonymi policzkami i zielonym karkiem.

## Pożywienie
Amazona imperialis żywi się orzechami, nasionami, owocami, kwiatami i kiełkami. W szczególności lubi owoce i nasiona Tapura antillana, Dacryodes excelsa, Clusia venosa, Symphonia globulifera oraz palm: Euterpe dominicana i Euterpe globosa. Zjada też kiełki dwóch ostatnich gatunków. Czasami zjada też owoce i nasiona Pouteria palladia, Richeria grandis, Simarouba amara, Licania ternatensis, Chimarrhis cymosa oraz Amanoa caribaea.

## Rozród
Okres lęgowy trwa od lutego do początku września. W jednym lęgu są dwa białe jaja, gniazdo stanowi głęboka dziupla. Jaja wysiaduje samica przez 26–28 dni. Jedyna para amazonek cesarskich, która wyprowadziła lęgi w niewoli, mieszkała w Parrot Conservation and Research Centre na Dominice. W przypadku tej pary pierwsza próba wyprowadzenia lęgu skończyła się niepowodzeniem – po trzech tygodniach wysiadywania przez samicę jaja zostały prześwietlone i okazały się niezapłodnione. Złożone jaja miały wymiary 44,4×35,5 mm oraz 44,2×34,9 mm. Pierwsze pisklę tej pary wykluło się dopiero cztery lata później – 5 maja 2010 roku. Po 6 dniach ważyło około 100 g, a gdy miało 18 dni – już 152 gramy. Gdy miało 50 dni, pióra na skrzydłach i głowie oraz sterówki zaczęły się otwierać. Potrafiło wspiąć się na żerdkę i utrzymać się na niej. 6 dni później pisklę było już prawie całkowicie opierzone. Dnia 78. podjęło próby latania, a 93. przeleciało 10–20 metrów. 13 dni później przestało jeść specjalne mieszanki. Wiek, w którym Amazona imperialis jest zdolna do rozrodu, nie jest znany.

## Zachowanie
Nie jest to gatunek skłonny do integracji, spotykany w grupach do 3 osobników, czasami razem z amazonką dominikańską (A. arausiaca), również endemiczną dla tej wyspy. W szczególności kryją się od lipca do listopada. Zazwyczaj pożywiają się na wysokości drzew, lecz były widywane w krzewach i winoroślach w roku 1979 i 1980. Ich upierzenie dobrze zlewa się z listowiem. Wydają z siebie charczący pisk, trąbiące skrzeki, ostre gwizdy lub zwykłe piski.

## Status, zagrożenia i ochrona
W klasyfikacji IUCN amazonka cesarska ma status gatunku krytycznie zagrożonego (CR – critically endangered). Jedną z przyczyn jest utrata siedlisk. Do odbudowy populacji potrzebne jest odpowiednie środowisko. Drzewa są ścinane dla budulca i węgla drzewnego. Druga przyczyna to huragany. Huragan David mający miejsce w 1979 roku zniszczył 5 mln drzew. Słabszy huragan Allen w roku 1980 postrącał z drzew wszystkie owoce. Przez 2 lata gatunek ten nie miał jak wyprowadzać lęgów. W roku 1985 cała populacja spoza Morne Diablotins zniknęła. Jeżeli nastąpi jeszcze jeden huragan o podobnej sile co David, prawdopodobnie te amazonki wyginą. Drapieżnikami mogącymi zagrażać tym ptakom są boa dusiciele, myszołowy szerokoskrzydłe, dydelfy północne oraz szczury. W 2012 roku szacowano liczebność populacji na 160–240 dorosłych osobników. W 2017 roku przez Dominikę przeszedł następny silny huragan – Maria, który spowodował największy spadek liczebności do 40–60 osobników. W grudniu 2019 roku IUCN postanowiła przeklasyfikować status zagrożenia gatunku z zagrożonego na krytycznie zagrożony.